# Głęboczek (województwo pomorskie)
Głęboczek – osada w Polsce, położona w województwie pomorskim, w powiecie kościerskim, w gminie Liniewo.